# Фабіо Даль Дзотто
Фабіо Даль Дзотто (італ. Fabio Dal Zotto, нар. 17 липня 1957, Венеція, Італія) — італійський фехтувальник на рапірах, олімпійський чемпіон (1976 рік) та срібний (1976 рік) призер Олімпійських ігор.

## Виступи на Олімпіадах
| Олімпіада     | Дисципліна           | Місце |
| ------------- | -------------------- | ----- |
| Монреаль 1976 | командна шпага       | 7     |
| Монреаль 1976 | індивідуальна рапіра | 1     |
| Монреаль 1976 | командна рапіра      | 2     |